# 8474 Rettig
8474 Rettig (1985 GA1) là một tiểu hành tinh vành đai chính được phát hiện ngày 15 tháng 4 năm 1985 bởi E. Bowell ở trạm Anderson Mesa thuộc Đài thiên văn Lowell.